# Calvoa orientalis
Calvoa orientalis är en tvåhjärtbladig växtart som beskrevs av Paul Hermann Wilhelm Taubert. Calvoa orientalis ingår i släktet Calvoa och familjen Melastomataceae. Inga underarter finns listade i Catalogue of Life.